# كالايافانا
كالايافانا (بالإنجليزية: Kalayavana)‏، واسمه يعني "البربري الأسود"، هو ملك في الملة الهندوسية. يقال أنه غزا ماثورا بجيش قوامه 30 مليون يافاناس (برابرة) ضد كريشنا.
أصبح كالايافانا محاربًا قويًا من البرابرة، وقد حصل على نعمة من شيفا بأنه لن يُهزم في ساحة المعركة. وفي نهاية المطاف، قتله كريشنا بمكر وخداع داخل كهف، فتحول إلى رماد.